# Congrès népalais (démocratique)
Pour les autres significations, voir Congrès népalais.
Le Congrès népalais (démocratique) ou CN(D) (en anglais : Nepali Congress (Democratic)) est un ancien parti politique du Népal, présidé par l'ancien Premier ministre Sher Bahadur Deuba.
Se réclamant social-démocrate, il a été fondé le 22 septembre 2002, par scission du Congrès népalais.
Le parti est lié à la Confédération démocratique des syndicats népalais (DECONT, Democratic Confederation of Nepalese Trade Unions).
En avril 2006, il fera partie de l'Alliance des sept partis lors de la grève générale d'avril 2006 au Népal.
Depuis la restauration du Parlement par le roi Gyanendra Bir Bikram Shah Dev en avril 2006, le CN(D) est membre des deux gouvernements intérimaires successifs dirigés par Girija Prasad Koirala. 
Dans le gouvernement nommé le 1er avril 2007, son représentant est chargé du ministère de la Loi, de la Justice et des Affaires parlementaires, tands que trois « secrétaires d'État » (Ministers of State) issus des rangs du CN(D) sont également membres du cabinet.
Le 25 septembre 2007, le parti fait le choix de la réunification avec le Congrès népalais, le parti réunifié continuant à porter le nom traditionnel et conservant comme président Girija Prasad Koirala.